# Fuga all'ovest
Fuga all'ovest (No Time for Flowers) è una commedia romantica del 1952 diretta da Don Siegel, con Viveca Lindfors e Paul Christian
.

## Trama
Praga. Anna, giovane impiegata in un ufficio governativo, viene incaricata dal capo della polizia di fare da segretaria a Karl, un diplomatico appena arrivato dagli Stati Uniti. Il capo, diffidando dell'ortodossia comunista di Karl, affida ad Anna il compito di sorvegliarlo e di fornirgli ogni giorno un rapporto sul suo comportamento e sulle sue opinioni. Anna non sa che il "sorvegliato" è a sua volta incaricato di svolgere un analogo lavoro nei riguardi di lei. Le autorità infatti, che hanno bisogno di una segretaria sicura per l'ambasciatore a Washington, devono accertarsi anche della perfetta fedeltà di Anna al partito.
Il meccanismo funziona per un certo tempo, ma alcune avventure tragicomiche mettono a dura prova i due, che finiscono per innamorarsi. Quando Karl e Anna giungono al punto di doversi reciprocamente denunciare per le loro crescenti slealtà, entrambi preferiscono mentire rischiando l'arresto. Karl allora decide di arrestare Anna con i suoi genitori e, servendosi dei dollari messi a disposizione della polizia per inscenare una falsa fuga, porta tutti oltre cortina nella zona americana dell'Austria dove, in un clima di maggiore libertà, potrà vivere la sua storia d'amore insieme ad Anna.

## Produzione
Dopo Il tesoro di Vera Cruz, allestito in gran fretta per favorire il rilascio del protagonista Robert Mitchum detenuto per consumo di marijuana, Howard Hughes affidò a Don Siegel il secondo film che il regista realizzava per la RKO dopo l'uscita dalla Warner. Ambientata a Praga ma girata in Austria, la pellicola avrebbe dovuto essere una satira anticomunista. Ne uscì invece, come ricorda il regista, «una Ninotchka dei poveri, incapace di mescolare commedia e suspense, con due protagonisti non all'altezza di Greta Garbo e Melvyn Douglas»